# Liste von Torfbahnen
Dieser Artikel listet Torfbahnen, d. h. Bahnstrecken, die dem Abtransport von Torf oder Moor zur Verarbeitung oder Verwertung dienen, geordnet nach Ländern auf.

## Deutschland
- Bad Schwalbacher Kurbahn (Moorbahn)
- Moorbahn Burgsittensen
- Museumsbahn im Torf- und Siedlungsmuseum Wiesmoor
- Torfbahn (Erdinger Moos)
- Torfbahn Großenaspe–Hasenmoor
- Torfbahn Himmelmoor
- Torfbahn Rottau[1]
- Torfbahn Westerbeck[2]
- Torfbahn im Wurzacher Ried
- Torfbahn Peiting-Hohenbrand (größtenteils zurückgebaut)

## Irland
- Clonmacnoise and West Offaly Railway

## Russland
- Torfbahn Alzewo
- Torfbahn Belnikowskoje
- Torfbahn Dymnoje
- Torfbahn Gladkoye
- Torfbahn Gorochowskoje
- Torfbahn Gussewskoje
- Torfbahn Karinskaja
- Torfbahn Kerschenez
- Torfbahn Laryan
- Torfbahn Kuschawerskoje
- Torfbahn Mokeicha-Sybinskoje
- Torfbahn Meschtscherskoje
- Torfbahn Otvorskoye
- Torfbahn Pelgorskoje
- Torfbahn Pischtschalskoje
- Torfbahn Ronginskoje
- Torfbahn Schatura
- Torfbahn Solottschinskoje
- Torfbahn Tjossowo
- Torfbahn Wassiljewski Moch

## Schweden
- Feldbahn der Torffabrik Ryttaren

## Schweiz
- Torfbahnen bei Bavois
- Torfbahn bei Rechthalten
- Torfbahn bei Les Ponts-de-Martel
- Torfbahn bei Zuzwil

## Tschechien
- Schmalspurbahn des Franzensbader Moorbads (Moorbahn)

## Vereinigtes Königreich
- Peatlands Park Railway